# Colpi di timone (teatro)
Commedia teatrale in tre atti scritta da Enzo La Rosa
Nel 1942 è stato girato anche un film omonimo per la regia di Gennaro Righelli. Anche nel film Gilberto Govi, al suo debutto cinematografico, riveste il ruolo del Capitano Bevilacqua.
Il 14 marzo 1958 è stata poi fatta una ripresa televisiva della commedia in teatro, per la regia di Vittorio Brignole.

## Trama
La commedia è ambientata nel 1940, nello studio del Capitano Bevilacqua, piccolo armatore genovese di 55 anni scapolo, onesto, schietto e leale. 
Un galantuomo partito dal nulla e che si è creato una piccola flotta di navi mercantili composta da velieri e bastimenti a vapore.
Grazie alla sua esperienza è anche Sindaco della Provveditoria Ligure. 
Durante una gita con alcuni suoi amici, approfittando di una delle sue navi di ritorno a Genova si prodiga per un po' al timone ma una improvvisa e impetuosa serie di ondate si infrangono sul veliero, ripercuotendosi al timone che colpisce al petto il Capitano. Dopo alcuni giorni, continuando ad accusare fastidio e in alcune occasioni anche acuti dolori, decide di farsi fare una lastra e il responso è tragico: gli rimangono pochi mesi di vita. 
Da questo momento il Capitano Bevilacqua decide di non prestare più attenzione alla misura delle proprie parole e da persona schietta e sincera quale è sempre stato, non avendo più nulla da perdere, decide di prendersi alcune soddisfazioni dicendo in faccia alle persone con cui ha a che fare quello che pensa, portando alla luce tutti gli imbrogli di cui è a conoscenza e iniziando proprio dai dirigenti della Provveditoria Ligure. 
Gli interessati colpiti dallo scandalo svelato dal vecchio armatore, che si rifiuta di firmare il disonesto bilancio della Provveditoria, scoppia, arrivando perfino a dover accettare una sfida a duello con il Commendator Precordi (personaggio che fisicamente non compare), spinto soprattutto dalle affermazioni del Capitano Bevilacqua, svelate durante l'assemblea con i soci della Provveditoria, in merito al fatto accertato che il commendatore, che è amministratore delegato della società è becco, ladro e cornuto (arrivando a modificare il nome di battesimo dello stesso che da Felice diventa Cornelio). 
La situazione per il Capitano si capovolge, quando si scopre che c'è stato uno scambio nelle lastre fra la sua e quella di un signore dal nome simile al suo. E questo errore viene a galla grazie alla testardaggine della fedele segretaria del Capitano e del vicino Professor Brunelli, che dissipa ogni dubbio circa la sua buona salute. 
Rimangono però gli accesi dissapori messi in luce dal Capitano Bevilacqua e in particolare le affermazioni riguardanti il comportamento del Commendator Precordi e il fatto che abbia le corna. 
Ma anche questo rischio si dissolve grazie alla vigliaccheria del commendatore stesso.